# フリッツ・ヤンケ＝タヴァナ
- フリッツ・タバナ

フリッツ・ヤンケ＝タヴァナ（Fritz Jahnke-Tavana、2003年8月6日 - ）は、ジャパンラグビーリーグワン豊田自動織機シャトルズ愛知に所属するラグビー選手。旧登録名「フリッツ・タバナ」。

## プロフィール
- オーストラリア・ポート・エリザベス出身[1]。
- ポジションはロック(LO)、フランカー(FL)。
- 身長 201 cm、体重 116 kg
- ニックネームはDB、Dave。
- U20オーストラリア代表に選ばれたことがある[2]。

## 来歴
イーストウッド、ワラターズを経て、2023年7月、クボタスピアーズ船橋・東京ベイに加入。
2024年1月、クボタスピアーズ船橋・東京ベイを退団した。同年7月、豊田自動織機シャトルズ愛知に加入。